# Isla Eckinger
Isla Eckinger (* 6. Mai 1939 in Dornach; † 8. April 2021 ebenda) war ein Schweizer Jazzbassist (und Vibraphonist).

## Leben und Wirken
Eckinger spielte bereits als Kind Cello und wechselte als Jugendlicher auf die Posaune. Nach dem Studium der Posaune am Konservatorium in Basel brachte er sich selbst das Kontrabass-Spielen bei. Als Berufsmusiker spielte er erstmals bei Oscar und Miriam Klein. In den 1960ern begleitete er ausserdem auf der Durchreise befindliche Stars wie Ben Webster, Buck Clayton, Don Byas oder Johnny Griffin.
Nach seinem Umzug nach München arbeitete er mit Mal Waldron, Joe Haider und Philly Joe Jones. Von 1970 bis 1976 war er als Lehrer an der Swiss Jazz School tätig und spielte einerseits mit Haider, Peter Giger und Heinz Bigler in der Gruppe Four for Jazz, andererseits in verschiedenen Projekten mit Slide Hampton, George Gruntz, Horace Parlan, Benny Bailey und Dexter Gordon. Mit Mal Waldron, Steve Lacy und Manfred Schoof tourte er 1975 in Japan und mit Chet Baker 1976 in Italien. Am Ende der 1970er gehörte er zum Quartett von Wolfgang Engstfeld. Anschliessend arbeitete er mit Klaus Weiss, Fritz Pauer und auch mit Dizzy Gillespie.
Mitte der 1980er zog Eckinger, der als zuverlässiger Begleiter geschätzt wurde, nach Los Angeles und arbeitete u. a. mit Chuck Manning (L.A. Calling, 1991). Zuletzt spielte er mit Roman Schwaller und Jimmy Cobb, aber auch mit Charly Antolini, Andy Scherrer, Joe Haider, der Wild Bill Davison Legacy (u. a. mit John Allred und Allan Vaché) und Paul Haag. Im Bereich des Jazz war er laut Tom Lord zwischen 1959 und 2013 an 197 Aufnahmesessions beteiligt, zuletzt mit dem Jon Davis Trio (Live at the Bird’s Eye).

## Lexikalischer Eintrag
- Bruno Spoerri (Hrsg.): Jazz in der Schweiz. Geschichte und Geschichten. Chronos-Verlag, Zürich 2005, ISBN 3-0340-0739-6.